# ام‌وی امپایر مک‌کیب
ام‌وی امپایر مک‌کیب (به انگلیسی: MV Empire MacCabe) یک کشتی بود. این کشتی  در سال ۱۹۴۳ ساخته شد.